# Duché de Loudun
1579 – 1591
(12 ans)
Le duché de Loudun est une commune française élevée au rang de duché par le roi de France Henri III en 1579

## Histoire

### Origines
Dans la seconde moitié du XVIe siècle, le duc de Nemours, Jacques de Savoie, est empêtré dans son procès contre Françoise de Rohan. Ce procès est dû à une promesse de mariage faite en 1556 devant témoin. À la suite de cela, Françoise de Rohan s'est donné à lui et a donné naissance à un bâtard, Henri de Genevois, en 1557. Néanmoins, Jacques de Savoie l'a trahi et n'a pas honoré sa promesse (pour se marier à Anne d'Este en 1566). 
En 1579, Henri III propose une solution pour régler cette affaire qui s'éternise. Il élève entre autres la ville de Loudun, fief de Françoise de Rohan, au rang de duché non héréditaire. Cela signifie qu'une fois que la duchesse (Françoise de Rohan) mourra, le duché disparaîtra et ne se transmettra pas.

### Le duché de Loudun
En 1587, après différentes péripéties et des années de prison, le fils illégitime de la duchesse s'empare du château de La Garnache et du château de Beauvoir-sur-Mer, appartenant tous deux à Françoise de Rohan. Tandis que cette dernière fuit, Henri de Genevois récupère aussi Loudun, devenant de facto duc de Loudun. Mais le roi de Navarre, Henri III, l'arrête et lui fait rendre les terres à sa mère en 1589. Françoise de Rohan meurt en 1591, et avec elle, le duché de Loudun disparaît.